# 水の翼
『水の翼』（みずのつばさ）は、大垣市立南中学校が作曲家黒澤吉徳に依頼し、1993年に発表された混声合唱組曲である。作詞は金沢智恵子。 「水が生まれ、川となって流れ、海に帰り、そして水の翼となり、新しい旅に出る」という流れを3部作にしたもので、毎年在校生によって引き継がれている。 岐阜県西濃地方は木曽三川流域であり、とりわけ大垣市は水の都と呼ばれる。また子どもと大人の狭間を生きる激動の3年間というメタファーもこの楽曲に組み込まれている。
- 第1楽章「泉」
同校1年生の課題曲。序盤は繊細さ初々しさを表現し、終盤に向けて次第にエネルギーを帯びていく様子を表現。
- 第2楽章「走る川」
同校2年生の課題曲。テンポ声量ともに緩急の変化に富み、3部作の中でも特に全国的な知名度を誇る。
- 第3楽章「海へ」
同校3年生の課題曲。旅の終着と、新たな旅の出発を思わせる歓喜と壮観さを表現。